# Szergej Leonyidovics Szokolov
Szergej Leonyidovics Szokolov vagy Szergej Szokolov (oroszul: Серге́й Леони́дович Соколо́в, Jevpatorija, 1911. július 1. – Moszkva, 2012. augusztus 31.) orosz-szovjet katonai parancsnok, a Szovjetunió marsallja, a Szovjetunió Hőse, a Szovjetunió védelmi minisztere 1984. december 22-től 1987. május 30-ig.

## Élete
Orosz cári hadseregben szolgáló katona fia volt. Ő maga 1938-ban a Haszan-tavi csatában harcolt, a szovjet-japán háborúban, majd a náci Németország ellen a második világháborúban.
Szergej Szokolov parancsnoki tisztet töltött be 1965-től 1967-ig a leningrádi katonai körzetben és az első védelmi miniszter 1967 és 1984 között. Szokolovot előléptették a Szovjetunió marsalljává 1978-ben.
A Szovjetunió afganisztáni háborújában 1979. december 27-én személyesen vezette a szovjet szárazföldi erőket. Tettei és parancs stratégiái által a Szovjetunió egyik legelismertebb marsalljaként tartják számon.
1980. április 28-án kitüntették mint a Szovjetunió hőse. Szergej Szokolov a Szovjetunió védelmi minisztere volt 1984-től 1987-ig. Mihail Gorbacsov mozdította el pozíciójából. 
1992-től Szokolov Oroszország védelmi miniszterének tanácsadójaként szolgált. 2001. júliusában az Érdemes Krími Ember (Pocsotnij Krimcsanyin) címet kapta meg, 2004-ben Jevpatorija város díszpolgára lett.
Századik életévének betöltésénél kijelentette: "A katonai szolgálat presztízse visszanyeri egykori jelentőségét". Nagyon sok kitüntetést kapott. 2011. június 23-án az I. Sándor vlagyimiri nagyfejedelem érdemkeresztet vehette át.

## Rendfokozatai
- Kadét (1932. május – 1934. november)
- Szakaszparancsnok (1934. november)
- Alhadnagy (1935)
- Főhadnagy (1941-ig)
- Őrnagy (1943)
- Alezredes (1943 előtt)
- Ezredes (1943. szeptember 9.)
- Vezérőrnagy (1953. augusztus 3.)
- Altábornagy (1959. május 25.)
- Vezérezredes (1963. április 13.)
- Hadseregtábornok (1967. április 12.)
- A Szovjetunió marsallja (1978. február 17.)